# Vieil Hôtel de ville de Buda
Le Vieil Hôtel de ville de Buda (en hongrois : Régi budai városháza) est un édifice de style baroque, situé dans le 1er arrondissement de Budapest sur Szentháromság tér. 